# 蓮光寺 (江東区)
蓮光寺（れんこうじ）は、正式名を功徳山蓮光寺（こうとくざんれんこうじ）という。東京都江東区北砂にある、浄土真宗本願寺派の寺院。創建は1925年（大正14年）。

## 歴史
蓮光寺は、1925年（大正14年）に現在地に創建された。
創建の後、1945年（昭和20年）の東京大空襲で全てを消失。その後、焼け跡に仮本堂を建て再建を果たす。
1970年（昭和45年）に本堂、客間を建設。1992年（平成4年）に本堂内陣の改装・荘厳仏具を新たにし、さらに1998年（平成10年）には客殿・庫裡の新築・墓地の整備が行われている。

## 行事
- 新年会（1月）
- 春彼岸会法要（3月）
- 盂蘭盆会法要（7月）
- 秋彼岸会法要（9月）
- 報恩講（11月）

## 交通
車のば合
- 首都高速9号線枝川インターチェンジ下車 約5分

公共交通の場合
- JR総武本線、東武鉄道「亀戸駅」より
  - 都営バス（亀21）東陽町駅前行または、（亀23）亀戸駅前行に乗車「北砂七丁目」下車 徒歩2分
- 都営新宿線「大島駅」より
  - 都営バス（亀23）亀戸駅前行に乗車「北砂七丁目」下車 徒歩2分
- 地下鉄東西線「東陽町駅」より
  - 都営バス（亀21）亀戸駅前行に乗車「北砂七丁目」下車 徒歩2分

## その他
隣接する砂町銀座商店街は、毎月『ばか値市』と呼ばれる市が立つ、180店舗が軒を連ねる活気ある商店街であり、2005年には「訪れてみたい商店街（日本経済新聞）」で3位に選出されている。

### 参照
1. ↑  『江東区の民俗（城東編）』 江東区、2001年